# پوپووتس
پوپووتس (به بلغاری: Popovets) روستایی در بلغارستان است که در شهرستان استامبولوو واقع شده‌است.